# Hydriomena damo
Hydriomena damo là một loài bướm đêm trong họ Geometridae.